# Deutsche Cadre-71/2-Meisterschaft 1939
Die Deutsche Cadre-71/2-Meisterschaft 1939 ist eine Billard-Turnierserie und fand vom 11. bis 14. April 1939 in Remscheid zum dritten Mal statt.

## Geschichte
Nach sehr guten Leistungen bei den beiden ersten Meisterschaften gewann der Berliner Werner Sorge ungeschlagen seinen ersten deutschen Meistertitel. Platz zwei ging an den Bandenspezialisten Gerd Thielens aus Gelsenkirchen. Alle Turnierbestleistungen erzielte der Aachener Carl Foerster, der Platz drei belegte. Er stellte auch einen neuen deutschen Rekord auf, indem er den Höchstserienrekord von Werner Sorge um zwei Punkte auf 126 verbesserte. Nach der Annexion Österreichs durch NS-Deutschland spielten auch zwei Österreicher bei der Deutschen Meisterschaft mit.

## Modus
Es wurde im Round-Robin-Modus bis 300 Punkte gespielt.
Die Endplatzierung ergab sich aus folgenden Kriterien:
1. Matchpunkte
2. Generaldurchschnitt (GD)
3. Bester Einzeldurchschnitt (BED)
4. Höchstserie (HS)

## Teilnehmer (Alphabetisch)
1. Leo Dekner (Wien)
2. Carl Foerster (Aachen)
3. Franz Hahn (Düsseldorf)
4. Engelbert Kocian (Wien)
5. Walter Krüger (Berlin)
6. Werner Sorge (Berlin)
7. Gerd Thielens (Gelsenkirchen)
8. Pretorius Wagner (Nürnberg)

### Abschlusstabelle
| Klassement                | Klassement       | Klassement | Klassement | Klassement | Klassement | Klassement | Klassement | Klassement |
| Platz                     | Name             | MP         | Pkte.      | Aufn.      | GD         | BED        | HS         |            |
| ------------------------- | ---------------- | ---------- | ---------- | ---------- | ---------- | ---------- | ---------- | ---------- |
| 1                         | Werner Sorge     | 14:0       | 2100       | 222        | 9,45       | 13,04      | 114        |            |
| 2                         | Gerd Thielens    | 10:4       | 1831       | 208        | 8,80       | 12,50      | 62         |            |
| 3                         | Carl Foerster    | 8:6        | 1887       | 171        | 11,03      | 18,75      | 126        |            |
| 4                         | Walter Krüger    | 8:6        | 1757       | 255        | 6,89       | 9,37       | 54         |            |
| 5                         | Pretorius Wagner | 6:8        | 1698       | 228        | 7,44       | 10,71      | 46         |            |
| 6                         | Franz Hahn       | 4:10       | 1718       | 247        | 6,95       | 10,71      | 47         |            |
| 7                         | Leo Dekner       | 4:10       | 1849       | 289        | 6,39       | 10,00      | 71         |            |
| 8                         | Engelbert Kocian | 2:12       | 1543       | 248        | 6,22       | 7,89       | 66         |            |
| Turnierdurchschnitt: 7,69 |                  |            |            |            |            |            |            |            |